# Poznań Porsche Open 2007
Il Poznań Porsche Open 2007 è stato un torneo di tennis facente parte della categoria ATP Challenger Series nell'ambito dell'ATP Challenger Series 2007. Il torneo si è giocato a Poznań in Polonia dal 23 al 29 luglio 2007 su campi in terra rossa.

## Vincitori

### Singolare
Raemon Sluiter ha battuto in finale  Júlio Silva con il punteggio di 6–4, 6–3

### Doppio
Marc López /  Santiago Ventura hanno battuto in finale  Flavio Cipolla /  Ivo Klec con il punteggio di 6–2, 5–7, [10–3]